# وینا (میزوری)
وینا (به انگلیسی: Vienna) یک شهر در ایالات متحده آمریکا است که در شهرستان ماریز، میزوری واقع شده‌است. وینا ۲٫۷۵ کیلومتر مربع مساحت و ۶۱۰ نفر جمعیت دارد و ۲۶۷٫۹۲ متر بالاتر از سطح دریا واقع شده‌است.